# Hashem
HaShem (en hebreo: השם) es un término hebreo que significa literalmente "El Nombre". Se utiliza para referirse, sin pronunciarlo, a aquel nombre de Dios, formado por las letras hebreas yōḏ (י), hē (ה), wāw (ו), hē (ה) y por eso llamado el Tetragrámaton, el nombre que en la liturgia judía se sustituye con la palabra Adonai o más raramente con Elohim.
Se denomina simplemente así, pues, para preservar el segundo mandamiento entregado por Dios a Moisés, el cual advierte de no pronunciar el nombre sagrado en vano. Ese tercer mandamiento se puede leer en el texto Deuteronomio 5, 11: «No tomarás el nombre de Yahweh, tu Dios, en vano; porque Yahweh no dará por inocente al que tome su nombre en vano».
También se puede observar este mismo mandamiento en el texto Éxodo 20, 7.
Además, H' (HaShém) es la manera que tiene el judaísmo rabínico de afirmar que el único nombre que identifica realmente a Dios es aquel que ni siquiera lo nombra, pues considera que nada existente abarca la realidad de Dios. En muchos textos judíos en español no se encuentra la palabra «Dios» completa, sino que sustituyen la i o la o por una diagonal ("D\os" o "Di\s") de modo que el lector ni siquiera piense en la palabra «Dios» en vano.
Otras interpretaciones atribuyen a HaShem, el significado de "Yo soy", que es lo que habría respondido la divinidad a Moisés, cuando este le preguntó por su nombre ante la zarza ardiente en el Monte Horeb.
El Talmud (Sanedrín 90a) enseña lo siguiente: "Aquel que pronuncia el nombre divino expresamente, no  posee parte en el Mundo venidero".

## Cita
La Mitzvá de "Ama a Dios" es la esencia de todas las cosas positivas. Una persona honesta hace despertar el Nombre de Dios sobre todo lo que lo rodea despierta esa raíz de todas las cosas que lo rodean
Najman de Breslev, Likutey Moharan I, 93:1